# Roger Swerts
Roger Swerts (Heusden, 28 de diciembre de 1942). Fue un ciclista belga, profesional entre 1965 y 1978, cuyos mayores éxitos deportivos los logró en la Vuelta a España donde obtuvo un total de 5 victorias de etapa, y en el Giro de Italia donde lograría otras 2 victorias de etapa. 
Un año antes de ascender a profesional participa en los Juegos Olímpicos de Tokio 1964.

## Palmarés
| 1965 - 3.º en el Campeonato Mundial en Ruta 1968 - 1 etapa de la Volta a Catalunya - Gran Premio de Mónaco 1969 - Campeonato de Zúrich 1971 - Premio Nacional de Clausura 1972 - 1 etapa del Giro de Italia - Gran Premio de las Naciones - Vuelta a Bélgica, más 2 etapas - Gante-Wevelgem - Trofeo Baracchi | 1973 - 1 etapa de la Vuelta a España - 1 etapa del Giro de Italia - 1 etapa de la Tirreno-Adriático - 1 etapa de la Vuelta a Bélgica - Druivenkoers Overijse 1974 - 3 etapas de la Vuelta a España - Vuelta a Bélgica - Campeonato de Bélgica en Ruta 1975 - 1 etapa de la Vuelta a España - Premio de Heist-op-den-Berg |

## Resultados en Grandes Vueltas y Campeonato del Mundo
| Carrera         | 1965 | 1966 | 1967 | 1968 | 1969 | 1970 | 1971 | 1972 | 1973 | 1974 | 1975 |
| --------------- | ---- | ---- | ---- | ---- | ---- | ---- | ---- | ---- | ---- | ---- | ---- |
| Giro de Italia  | -    | -    | -    | 30.º | Ab.  | 53.º | 21.º | 16.º | -    | -    | -    |
| Tour de Francia | 41.º | 63.º | 54.º | -    | 44.º | 24.º | 35.º | 14.º | -    | -    | -    |
| Vuelta a España | -    | -    | -    | -    | -    | -    | -    | -    | 9.º  | 10.º | 29.º |